# موارده (روستا)
 مُواردة  به عربی ( موارده )، روستایی است در دهستان اثاور از توابع استان رَیمه در کشور یمن در شبه جزیره عربستان.

## جمعیت
جمعیت آن (۶۰ ) نفر (۷ خانوار) می‌باشد.